# Los Mox
Los Mox, estilizado como Los Mox!, es una banda chilena de hardcore punk que se ha transformado en una de las más importantes bandas de la escena nacional a finales de la década de los 90.

## Historia
El 26 de junio de 1994 se funda la banda presentándose por primera vez como una humorada en las Fiestas Universitarias en Santiago, solamente tocaban por diversión y demostrar la realidad que al joven universitario le tocaba enfrentar (en el sentido de drogas, resacas, alcohol, bohemia, fiestas, etc). Inspirados en Ramones la banda se autodenominaba Anadie Records bajo su propio sello discográfico, pero querían destacarse masivamente y en el año 2000 firmarían para Sony Music Chile.
En junio del 2000, lanzan su quinto disco Japiagüer, canciones de borrachos que anteriores trabajos eran casetes, y en mayo de 2001 obtiene la categoría de disco de platino por las más de 25 000 copias vendidas y distribuidas en el país. En noviembre del 2001 la banda asiste al Festival más importante de la música latinoamericana el Festival Rock al Parque donde se desarrolló en Bogotá, Colombia, que tocó junto a la banda alemana Betontod logrando el éxito en aquel certamen, vuelven a Chile y son invitados a compartir escenario con notables bandas del punk como Misfits, Biohazard, Bad Religion, Down by Law, Molotov y Attaque 77.
En diciembre del 2001, lanzan su segundo disco y séptimo en casete titulado Vino caliente, tomó y se fue y que fue grabado en Estudio del Sur, y a poco tiempo de puesto en el mercado obtienen disco de oro por más de 10 mil copias vendidas, consolidándose como Los Mox! a nivel nacional. el primer sencillo del álbum fue Lo Cortés no quita lo caliente siendo unas de las canciones más escuchadas según el ranking de las radios más importantes del país. Luego viene Ataque de caca segundo sencillo del álbum Vino caliente, tomó y se fue la cual tuvo un videoclip. En enero de 2003 la banda se concentra en producir lo que será la segunda gira nacional, promocionando el disco, gira denominada Copetour 2003 recorriendo nuevamente el país completo, siendo visitadas 24 ciudades a lo largo de Chile.
A finales de mayo lanzan un tercer sencillo llamado Gloria y Victoria que también tuvo un videoclip apareciendo en Vía X, Wurlitzer y MTV, ya que, Gloria y Victoria se convierte en el sencillo más solicitado en las radios nacionales e internacionales como Perú, Ecuador, México, Argentina y Bolivia. La canción Gloria y Victoria aparece varias veces en la banda sonora de la película chilena Paraíso B.
Desde mayo de 2003 en adelante, la banda se lanza de lleno a la auto-producción de su nuevo álbum de estudio, donde Max Cueto dejaría la banda y Macuco tomaría su puesto en la voz. Titulado Tres al hilo en honor a ser el tercer CD de la banda, pero sexta en producción. El jueves 31 de agosto del 2006 la banda aparece en la exitosa serie Casado con hijos de Mega y Roos Film, el capítulo fue titulado Carreteando con Los Mox!
El octubre del 2006 lanzan un cuarto álbum titulado Con Cover en el cual homenajean a muchas de sus influencias musicales como Judas Priest, Mötorhead, Twisted Sister, y aprovechan de tributar a muchos artistas de estilos diferentes a ellos José Luis Perales, Duran Duran y Devo. Cabe destacar la participación de Toño de Chancho En Piedra en su versión de "Un beso y una flor".
En diciembre de 2009 lanzan Habemus Sed siendo su quinta entrega, pero novena en producción. Durante en junio del 2014 y a modo de agradecer a su público por los 20 años de apoyo, la banda entrega en forma gratuita su disco Habemus Sed en formato digital. En 2015 lanzan Wasted como edición limitada en disco de vinilo.

## Miembros

### Miembros actuales
- Christian "Macuco" Sesnich - voz, bajo (1994-)
- Pablo Ortiz - guitarra, coros (1994-)
- Leonardo "Toño" Corvalán - batería (2022-)

### Antiguos miembros
- Patricio "Peluca" Rivera - batería (1994-1996)
- Sebastián "Chupete" Rojas -  batería (1996-2004)
- Juan Ignacio "Vieja" Readi - batería (2004)
- Maximiliano "Max" Cueto - guitarra, voz (1997-1999/2000-2002)
- José Ignacio "Cohelo" Jaras - guitarra (1999)
- Andrés "Andi" Torres - batería (2004-2022)

## Discografía

### Álbumes de estudio
- 1997: Se me apagó la tele
- 1999: Tomen
- 1999: Curao manejo mejor
- 2000: Japiagüer, canciones de borrachos
- 2001: Vino caliente, tomó y se fue
- 2004: Tres al hilo
- 2006: ...Con Cover
- 2009: Habemus Sed

### EPs
- 1998: Se me acumuló el Mox

### Single
- 2015: Wasted

### Álbumes recopilatorios
- 1999: Se me acumuló... la tele
- 2024: Grandes Obras

### Álbumes en vivo
- 2010: Fermentando En Vivo I